# Universal Description Discovery and Integration
L'UDDI (acronimo di Universal Description Discovery and Integration) è un registry (ovvero una base dati ordinata e indicizzata), basato su XML e indipendente dalla piattaforma hardware, che permette alle aziende la pubblicazione dei propri dati e dei servizi offerti su internet.

## Storia
UDDI, un'iniziativa "open" sviluppata tra il 1999 e il 2000 e sponsorizzata dall'Organization for the Advancement of Structured Information Standards (consorzio internazionale per lo sviluppo e l'adozione di standard nel campo dell'e-business e dei Web service spesso indicato anche come OASIS), permette la scoperta e l'interrogazione dei servizi offerti sul Web, delle aziende che li offrono e della maniera per usufruirne.
La versione 2.04 dello standard è stata pubblicata nel luglio 2002, la versione 3.0.2 nell'ottobre 2004

## Architettura
Una "registrazione" UDDI consiste di tre diverse componenti:
- Pagine bianche (White Pages): indirizzo, contatti (dell'azienda che offre uno o più servizi) e identificativi;
- Pagine gialle (Yellow Pages): categorizzazione dei servizi basata su tassonomie standardizzate;
- Pagine verdi (Green Pages): informazioni (tecniche) dei servizi fornite dall'azienda

L'UDDI è uno degli standard alla base del funzionamento dei Web service: è stato progettato per essere interrogato da messaggi in SOAP e per fornire il collegamento ai documenti WSDL che descrivono i vincoli protocollari e i formati dei messaggi necessari per l'interazione con i Web service elencati nella propria directory.